# Så nära (musikalbum)
Så nära är ett musikalbum av Nilla Nielsen, utgivet den 18 juli 2012 på Gecko Music. Albumet producerades av Nilla Nielsen, som även skrivit alla låtar. Så nära är Nillas femte studioalbum, men det första helt på svenska.
Första singeln ”Kommer inte att sova i natt” är en låt om kärlek - liksom titelspåret ”Så nära”. Nilla sjunger även om barndom och vänskap (”Du gav mig Fantomenringen”), miljö/rättvisefrågor (”Vänster och höger”, ”Om jag var Gud för ikväll”), samt samhällsfenomen (”Jag har sett det på Facebook”).
Albumet innehåller dessutom en remix av ”Himmelen måste saknat sin ängel” som Nilla skrev till minne av de saknade efter tsunamin 2004.
Bonusspåret ”En annorlunda kontaktannons” är en reggaelåt på skånska.
Liksom tidigare skivor har Så nära fått bra kritik. 

## Låtlista
1. Kommer inte att sova i natt - (Nilla Nielsen)
2. Vänster och höger - (Nilla Nielsen)
3. Om jag var Gud för ikväll - (Nilla Nielsen)
4. Så nära - (Nilla Nielsen)
5. Du gav mig Fantomenringen - (Nilla Nielsen)
6. Jag har sett det på Facebook - (Nilla Nielsen)
7. Himmelen måste saknat sin ängel - (Nilla Nielsen)
8. Håll mig - (Nilla Nielsen)
9. Planktonlåten - (Nilla Nielsen)
10. Salt - (Nilla Nielsen)
11. En annorlunda kontaktannons (bonusspår) - (Nilla Nielsen)

## Singlar
- Kommer inte att sova i natt, 2012
- Jag har sett det på Facebook, 2012
- Så nära, 2012

## Band
- Nilla Nielsen - Sång, akustisk gitarr, elgitarr, keyboards, munspel, mandolo & programmering
- Janne Bark - Elgitarr (1,9)
- Ronald Alertsen - Bas (1)
- Walle Wahlgren - Trummor (2-5,9)
- Alfred Andersson - Bas (2-5,9)
- Niklas Ekelund - Gitarr (4)
- Linnea Olsson - Cello (7)

## Musikvideor
- Salt, 2010
- En annorlunda kontaktannons, 2011
- Om jag var Gud för ikväll, 2012
- Kommer inte att sova i natt, 2012
- Du gav mig Fantomenringen, 2012
- Jag har sett det på Facebook, 2012
- Så nära, 2013
- Himmelen måste saknat sin ängel, 2013

## Fotnoter
1. ↑  ”Recension av Så nära” Arkiverad 27 augusti 2012 hämtat från the Wayback Machine., Barometern / Oskarshamnstidningen, 24/8 2012